# Horace Wilson (Beamter)

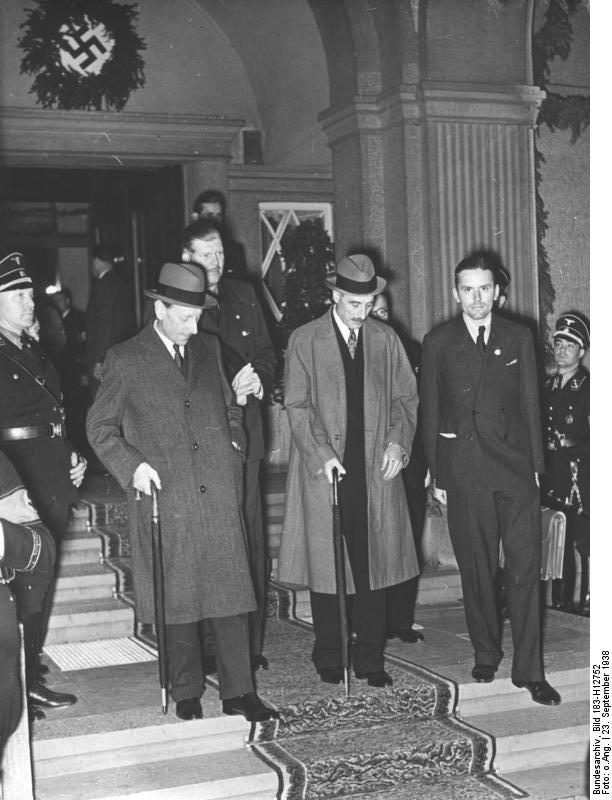
Sir Horace Wilson (Links) mit dem britischen Botschafter in Deutschland, Nevile Henderson (Mitte). (Bad Godesberg, Vorbereitung des Münchner Abkommens, 23. September 1938.)

Sir Horace John Wilson, GCB, GCMG, CBE (* 23. August 1882 in Bournemouth; † 19. Mai 1972 ebenda) war ein hochrangiger britischer Regierungsbeamter, der als Berater von Premierminister Neville Chamberlain in der Phase der Appeasement-Politik kurz vor dem Ausbruch des Zweiten Weltkrieges eine maßgebliche politische Rolle in Großbritannien ausübte. Ab Mai 1939 war er Leiter des gesamten öffentlichen Dienstes Großbritanniens und Staatssekretär des britischen Finanzministeriums. Er wurde nach dem Regierungsantritt Winston Churchills im Mai 1940 für die desaströse Lage Großbritanniens im Zweiten Weltkrieg mitverantwortlich gemacht. Er ist deswegen heute eine sehr umstrittene historische Person, nachdem er lange Zeit von Historikern übersehen worden war.

## Biografie
Horace Wilson wurde in Bournemouth als Sohn des Möbelhändlers Henry Wilson und seiner Frau Elizabeth Ann Smith geboren. Er besuchte zunächst die Kurnella School in Bournemouth, bevor er ein Studium an der London School of Economics begann. Nach dem Abschluss des Studiums mit dem Master in Statistik bewarb sich Wilson im Jahr 1900 bei der alten Zweiten Abteilung des britischen öffentlichen Dienstes. Durch seine gute Arbeit wurden Vorgesetzte auf ihn aufmerksam und er erhielt verantwortungsvollere Positionen. Nach dem Ausbruch des Ersten Weltkrieges wurde Wilson von David Lloyd George im Zuge der Munitionskrise von 1915 zum Sekretär des Produktionsausschusses und des Sonderschiedsgerichts ernannt. 1918 wechselte Wilson in die Schlichtungsabteilung des neugegründeten Ministeriums für Arbeit. Dort arbeitete unter dem Abteilungsleiter, ehemaligen Gewerkschafter und Mitglied der Labour Party David Shackleton, der als einer der ersten Mitglieder der Arbeiterklasse eine so hochrangige Position im Vereinigten Königreich ausübte. 1921 wurde Wilson Nachfolger Shackletons. 1924 wurde Wilson als Knight Commander des Order of the Bath geadelt. In dieser Zeit erwarb er sich einen guten Ruf bei der Beilegung von Arbeitskonflikten. Ein Höhepunkt in dieser Hinsicht war sein Umgang mit der Lancashirer Baumwollkrise im August 1929. Ein großer Vorteil, der bei der Schlichtung der Streitigkeiten zum Tragen kam, war Berichten zufolge sein Festhalten an der Unparteilichkeit, auf die sowohl Arbeitgeber als auch Arbeitnehmer vertrauten. Aufgrund seines Erfolges wurde Wilson 1930 von Premierminister Ramsay MacDonald zum Chefberater für Industriefragen der Regierung ernannt. Die Reorganisation der Baumwollindustrie in Großbritannien war der Höhepunkt dieses Teils seiner Karriere. Von 1929 bis 1931 unterstützte Wilson außerdem den Labour-Politiker Jimmy Thomas bei der Suche nach Auswegen aus der von der Weltwirtschaftskrise in Großbritannien verursachten Arbeitslosigkeit.
1932 stellte Wilson seine Fähigkeiten erstmals auf der internationalen Bühne unter Beweis, als er zur Wirtschaftskonferenz des Britischen Empire vom 21. Juli 1932 und dem 20. August 1932 nach Ottawa, Kanada, reiste. Wilson war der ranghöchste Beamte der britischen Delegation. Während der Verhandlungen, deren Hauptthema die Auswirkungen der Weltwirtschaftskrise auf die britischen Kolonien waren, beeindruckte er mit seinem Verständnis für die Probleme und soll weitgehend für die auf der Konferenz erzielten Vereinbarungen verantwortlich gewesen sein. Im Anschluss an die Konferenz wurde Wilson 1933 als Knight Grand Cross des Order of St Michael and St George (GCMG) ausgezeichnet. Unter dem Premierminister Stanley Baldwin erhielt Wilson 1935 eine spezielle Abordnung “für den Dienst beim Premierminister”. Diese wurde nach dem Regierungsantritt von Premierminister Neville Chamberlain im Mai 1937 verlängert.

### Appeasement-Politik und das Münchner Abkommen 1938
Es gelang Wilson bald, ein sehr enges Vertrauensverhältnis zu Premierminister Chamberlain aufzubauen, der bis zu seinem Rücktritt im Jahr 1940 nur wenige Entscheidungen ohne Absprache mit ihm traf, darüber hinaus aber keinen weiteren Einfluss anderer Politiker zuließ. Deswegen wurde Wilson auch von verschiedenen zeitgenössischen Politikern als „Ein-Mann-Kabinett“ Chamberlains bezeichnet und hatte während der Regierungszeit dieses Premierministers eine erstaunliche Machtfülle. War Wilson bis dato nur in Wirtschaftsfragen tätig gewesen, erweiterte sich sein Tätigkeitsfeld von seinem Spezialgebiet nun auch auf generelle Außenpolitik. Aus den sein Handeln bestimmenden ökonomischen Gesichtspunkten heraus vertrat Wilson die Meinung, dass ein Krieg mit dem immer weiter aufrüstenden NS-Deutschland unbedingt zu vermeiden sei, um den wirtschaftlichen Aufschwung Großbritanniens nicht zu gefährden. In dieser Position stand Wilson zusammen mit Chamberlain im Gegensatz zum britischen Außenministerium, das die Kriegsgefahr deutlich erkannte und dem Premierminister entsprechende Schritte vorschlug. Chamberlain und Wilson taten die Warnungen des britischen Außenministeriums im Dezember 1937 jedoch als germanophob ab. Wilson ging in seiner Selbstsicherheit so weit zu behaupten, dass sich im britischen Außenministerium nur Dilettanten befänden. Wilson hatte jedoch selbst sehr wenig Erfahrung mit diplomatischen Verhandlungen, keine Kenntnisse über das Regime der NSDAP und darüber hinaus keine Deutschkenntnisse.
Die Warnungen der eigenen Außenpolitiker und Sicherheitsexperten ignorierend, gingen Chamberlain und Wilson daran, diplomatisch ein Gipfeltreffen mit Adolf Hitler vorzubereiten, das zu friedlichen Beziehungen mit NS-Deutschland führen sollte.
Am 10. März 1938 übergab Wilson dem deutschen Botschaftsrat Theodor Kordt in der deutschen Botschaft in London eine Note, in der klargestellt wurde, dass London “seine Linie, eine Verständigung mit Deutschland und Italien herbeizuführen, durchhalten [werde].”  Wilson unterstrich seine Freude darüber, dass Adolf Hitler England und Deutschland als zwei Pfeiler bezeichnet hatte, “auf denen sich die Europäische Sicherheitsordnung stützen könne.” Wilson erweiterte Hitlers Metapher dahingehend, dass er den Wunsch äußerte, dass “ein Bogen der Kooperation zwischen diesen beiden Pfeilern aufgespannt werde.” Außerdem drückte er seine Hoffnung aus, dass NS-Deutschland seine Ziele bezüglich der Tschechoslowakei und Österreich so vollständig wie möglich ohne die Anwendung von Gewalt erreichen möge. Zwei Tage später erfolgte der Anschluss Österreichs an NS-Deutschland.
Im Juni 1938 ging Wilson noch einen Schritt weiter und unterbreitete dem Vertreter des deutschen Wirtschaftsministeriums Helmuth Wohlthat, dass Großbritannien bereit war, die wirtschaftliche Vormachtstellung Deutschlands in Mitteleuropa anzuerkennen. Außerdem würde die Annexion des tschechoslowakischen Sudetenlands durch NS-Deutschland akzeptiert werden. Im Gegenzug sollte Hitler die Grenzen seiner territorialen Erweiterungspläne offenlegen. Einen Vorschlag Winston Churchills, mit Hilfe Frankreichs und der Sowjetunion den Expansionsdrang NS-Deutschlands einzudämmen, schmetterte Wilson zusammen mit Premierminister Chamberlain am 31. August 1938 ab. Er zweifelte daran, dass Großbritannien, Frankreich und die Sowjetunion wirksame militärische Drohungen gegen NS-Deutschland richten könnten, und befürchtete, dass Großbritannien am Ende alleine in einer militärischen Auseinandersetzung stehen könnte. Am 1. September 1938 erörterte Wilson dem Botschaftsrat Theodor Kordt, dass die Positionen Frankreichs und der Tschechoslowakei irrelevant seien, wenn Großbritannien und Deutschland zu einer Verständigung kämen. Als Wirtschaftspolitiker betonte er, dass die Regelung der tschechischen Krise Deutschland den Raum für die wirtschaftliche Expansion nach Südosteuropa öffnen würde. Dabei verkannte er völlig die tatsächlichen, auf Eroberung ausgerichteten Interessen des NS-Regimes. In Vorbereitung des Münchner Abkommens trafen Chamberlain und Wilson im September 1938 dreimal mit Hitler zusammen. Wilson reiste am 26. September 1938 allein zu Hitler, um einen Krieg in der sich zuspitzenden Sudetenkrise zu verhindern. Am Folgetag erhielt er von Hitler ein Antwortschreiben, in dem der Fortbestand der Tschechoslowakei garantiert wurde. Wilson hatte also einen maßgeblichen Anteil am Zustandekommen des Münchner Abkommens.
Im November 1938 lehnte Wilson den Vorschlag ab, die britische Luftfahrtindustrie in den Kriegsmodus zu bringen, da dies im Gegensatz zu den in München bekundeten friedlichen Absichten Großbritanniens stünde. Als Antwort darauf legte der britische Geheimdienst MI5 einen Bericht vor, in dem explizit die herabsetzenden Einschätzungen der deutschen Seiten gegenüber Großbritannien zitiert wurden. In der Folge wurde die britische Luftfahrtindustrie entgegen dem Vorschlag Wilsons in die Kriegsmodus versetzt. In der Folgezeit versuchte Wilson weiterhin, die Appeasement-Politik als den richtigen Weg darzustellen, obwohl sich die Anzeichen der feindseligen Haltung NS-Deutschlands mehrten. (→Novemberpogrome 1938, Entlassung des Reichsbankpräsidenten Hjalmar Schacht im Januar 1939) Mit der Zerschlagung der Tschechoslowakei am 15. März 1939 war jedoch klar, dass die britische Appeasement-Politik gescheitert war und Großbritannien sich auf die bevorstehende militärische Konfrontation vorbereiten musste.

### Spätere Karriere und Ruhestand
Auch nach dem Bruch des Münchner Abkommens hatte Wilson immer noch nicht die Idee der Appeasement-Politik aufgegeben. Im Sommer 1939 unternahm er einen erneuten Versuch, über den deutschen Wirtschaftsminister Wohlthat Verhandlungen aufzunehmen. Dieser verlief jedoch im Sande und wurde mit der britischen Kriegserklärung an NS-Deutschland nach dem Überfall auf Polen am 3. September 1939 obsolet. Nach dem Ausbruch des Zweiten Weltkriegs behielt Wilson seine Positionen bis Chamberlain im Mai 1940 zurücktreten musste.
Bei Amtsantritt von Winston Churchill wurde Wilson damit gedroht, als Gouverneur nach Grönland versetzt zu werden, sollte Churchill ihn noch einmal in der Nähe von 10 Downing Street antreffen. Wilson arbeitete in der Folgezeit bis zu seiner Pensionierung im August 1942 als Staatssekretär des britischen Finanzministeriums.
Kurz nach dem Amtsantritt Churchills wurde von den Autoren Michael Foot, Frank Owen und Peter Howard unter dem Pseudonym CATO das Buch “Guilty Men” (dt. etwa “Schuldige Männer”) veröffentlicht, in dem Wilson neben den Premierministern Stanley Baldwin und Neville Chamberlain für die kritische militärische Lage Großbritanniens verantwortlich gemacht wurde. Abgesehen von diesem Angriff nahm Wilson in den folgenden Jahrzehnten bis zu seinem Tod weiterhin am öffentlichen politischen Leben teil und hatte keinerlei Nachteile während seines Ruhestands.

## Orden und Ehrenzeichen
- 1918: Commander des Order of the British Empire (CBE)
- 1920: Companion des Order of the Bath (CB)
- 1924: Knight Commander des Order of the Bath (KCB)
- 1933: Knight Grand Cross des Order of St Michael and St George (KCMG)
- 1937: Knight Grand Cross des Order of the Bath (GCB)

### Englisch
- Adrian Phillips: Fighting Churchill, Appeasing Hitler. Neville Chamberlain, Sir Horace Wilson, & Britain's Plight of Appeasement. 1937–1939. Pegasus Books, London/New York 2019, ISBN 978-1-64313-221-1.
- Robert Crowcroft: The End is Nigh – British Politics, Power, and the Road to the Second World War. Oxford University Press, Oxford 2019, ISBN 978-0-19-882369-8.
- Jonathan William Pile: Churchill's Secret Enemy - MI5 and the Plot to Stop Winston Churchill. Lulu Press Inc., Barking 2012, ISBN 978-1-4716-4180-0.
- George C. Peden: Sir Horace Wilson and Appeasement. In: The Historical Journal. Band 53, Nr. 4 (2010), ISSN 0018-246X, S. 983–1014.
- Rodney Lowe, Richard Roberts: Sir Horace Wilson, 1900–1935. The Making of a Mandarin. In: The Historical Journal. Band 30, Nr. 3 (1987), ISSN 0018-246X, S. 641–662.
- Herbert von Dirksen: Documents and Materials Relating to the Eve of the Second World War. Band 2: The Dirksen Papers, sowjetisches Beutearchivmaterial aus Dirksens Landgut in Schlesien, herausgegeben vom Außenministerium der UdSSR 1948.